# Sai Jinhua
Sai Jinhua (en chino tradicional, "Excelente Flor Dorada"; circa 1872-1936) fue una cortesana china que conoció a Alfred von Waldersee. Su nombre familiar real era Cao. A veces dijo que su apellido era Zhao. Durante su carrera como cortesana utilizó los nombres Fu Caiyun (傅彩云), Sai Jinhua, y Cao Menglan (曹梦兰; Ts'ao Meng-lan). Su nombre de cortesía (hao) era Wèizhào Lìngféi (魏赵灵; Wei-chao Ling-fei). Algunas personas se referían a ella como Sai Erye (赛二爷; "Segundo Maestro Sai").
Wenxian Zhang, autor de un artículo enciclopédico sobre Sai Jinhua, escribió que «algunos la consideran una cortesana intercultural.» Wan Xianchu, otro autor de un artículo sobre Sai Jinhua, escribió que "independientemente de si el papel de Sai Jinhua en las relaciones exteriores de China puede haber sido exagerado y de la controversia que rodea su conducta y asuntos, vivió una vida dura y espectacular que le ha asegurado un lugar en la historia moderna de China."

## Biografía

### Primeros años

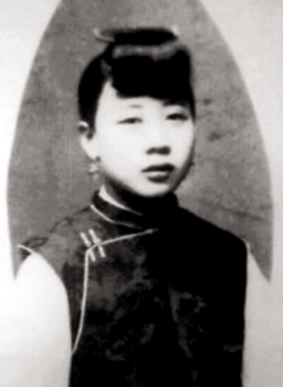
Sai Jinhua en 1887.

Sai Jinhua supuestamente nació con el nombre de Zhao Lingfei (趙靈飛; Zhào Língfēi) el 9 de octubre de 1872. Era de Yancheng, Jiangsu y vivió en Suzhou desde niña. Su casa ancestral era Xiuning, Anhui. A los trece años se convirtió en prostituta al morir su padre y quedar la familia en dificultades financieras. Primero ejerció en un "bote de flores", un barco prostíbulo de lujo. Utilizaba el nombre profesional de "Fu Caiyun". En 1887 Hong Jun, un alto funcionario chino, conoció a Sai Jinhua mientras visitaba Suzhou. Por entonces Hong Jun estaba de luto debido a la muerte de su madre. Así que convirtió a Sai Jinhua en su concubina un año después de conocerla. Entonces ella empezó a utilizar el nombre Hong Mengluan (洪夢鸞; Hóng Mèngluán; Hung Meng-luan). En abril de aquel año, Sai Jinhua se fue a Pekín con Hong Jun.
La emperatriz Cixi nombró a Hong Jun enviado chino en Europa, y Hong Jun viajó a Rusia, Austria, los Países Bajos, y Alemania como parte de sus deberes diplomáticos. Sai Jinhua le acompañó por un plazo de cinco años porque la esposa de Hong Jun estaba poco dispuesta a viajar con él. Sai Jinhua vivió en Europa durante tres años.
En Berlín, en numerosas ocasiones Hong Jun no dejó que Sai Jinhua le acompañara en eventos, bailes y recepciones, incluyendo los celebrados en su residencia. Era incapaz de bailar las danzas occidentales debido a sus pies vendados. Wenxian Zhang, autor de la Encyclopedia of Prostitution and  Sex Work, Volume 2, escribió que fue entonces cuando Sai Jinhua conoció a Alfred von Waldersee. David Der-wei Wang, autor de Fin-de-siècle Splendor: Repressed Modernities of Late Qing Fiction, 1849-1911, escribió también que el asunto entre Sai Jinhua y Waldersee empezó en este punto como afirman las leyendas. Además de a Waldersee, en Berlín  conoció al emperador Guillermo II, al canciller Otto von Bismarck, y la emperatriz alemana Victoria. También visitó San Petersburgo, Viena, La Haya, París, y Londres. Después del fin de la visita diplomática, la pareja regresó a Pekín.
Sai Jinhua dio a luz a su hija Deguan (德官; Déguan; Te-kuan) en 1890. Hong Jun falleció en 1893, poco después de su regreso a China. En 1894 Sai Jinhua volvió a ejercer como prostituta otra vez porque los parientes de Hong Jun no la apoyaron financieramente. Sai Jinhua y su hija Deguan acompañaron el ataúd de Hong Jun cuando este fue devuelto a Suzhou. Al retomar su carrera en la prostitución utilizó el nombre "Cao Menglan". Se había convertido en una celebridad debido a su relación con un enviado chino a Europa. En 1898, tuvo que mudar su negocio fuera de Shanghái. Después de establecerlo en Tianjin tomó el nombre "Sai Jinhua". Había establecido la Golden Flower Troupe (金花班), una compañía teatral de cortesanas. Esta troupe fue muy conocida en Pekín y Tianjin. Su negocio de prostitución se mudó a la capital en 1899.

### Rebelión de los bóxers
En 1900 Waldersee se convirtió en el comandante en jefe del ejército de ocupación después del fin de la rebelión de los bóxers. Sai Jinhua retomó su conexión con él. Ying Hu, autor de Tales of Translation: Composing the New Woman in China, 1899-1918, declaró que Waldensee favoreció a Sai Jinhua presuntamente debido a su habilidad en varias lenguas europeas. Ying Hu escribió que supuestamente intentó y a veces consiguió detener la brutalidad de las tropas a través de sus conversaciones de cama con Waldersee. Wenxian Zhang afirma que a Sai Jinhua "se le atribuye influir en Waldsee [sic] para moderar el duro trato a los residentes de Pekín." Después del fin de las hostilidades, Sai Jinhua continuó como prostituta. Wenxian Zhang escribió que el gobierno de la dinastía Qing no agradeció en absoluto sus esfuerzos.
Fang Zengxiang escribió algunos poemas sobre Sai Jinhua y Waldersee. David Der-wei Wang escribió que esos poemas consolidaron su leyenda. El poema incluye un rumor que declara que los dos se encontraban en el palacio de la Emperatriz Viuda cuando se desató un fuego y que huyeron desnudos. Sai Jinhua, en su biografía, admitió que estaba en buenos términos con Waldersee pero, según lo declarado por Hu Ying, ella disputó enérgicamente que tuviera una relación de naturaleza sexual con él. Dewei Wang indica que debido a varias razones, incluyendo diferencias en preocupaciones políticas, estado social, y edad, un idilio entre ambos no era probable. David Wang escribió que "se cree, sin embargo, que Sai Jinhua podría haber tenido contacto con algunos oficiales alemanes de menor rango en ese tiempo, gracias a su capacidad de hablar un poco de alemán."

### Vida más tardía

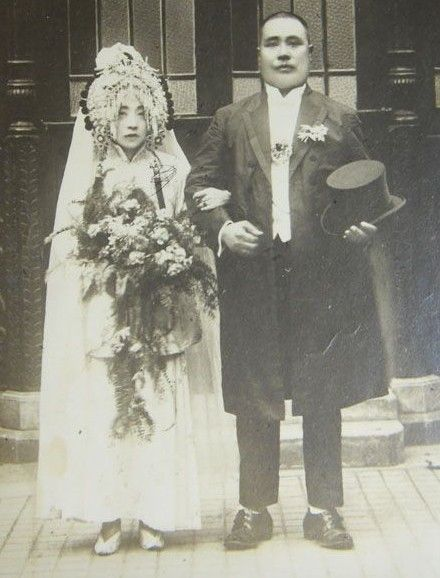
Sai Jinhua y Wei Sijiong el día de su boda en 1918.

En 1903, a lo largo de la Shaanxi Lane, Sai Jinhua creó un Nanban, o troupe de prostitutas del sur. Aprovechó los rumores de su idilio con Waldersee y se volvió muy popular. Pero en 1905 Fengling, una cortesana que trabajaba bajo la dirección de Sai Jinhua, se suicidó, y las autoridades acusaron a Sai Jinhua de torturar a Fengling, empujándola a suicidarse. Sai Jinhua ingresó en prisión debido al cargo. Gastó la mayor parte de sus fondos en reducir el cargo a homicidio involuntario. Fue expulsada de Pekín, y desterrada a su ciudad natal. En 1908 murió su hija Deguan.
Se casó con un alto funcionario del ferrocarril, Huang, en el mismo 1908. Murió poco después, al inicio de la época republicana. Después convivió con un tal Señor Cao. Posteriormente se casó con un miembro de la Asamblea Nacional, Wei Sijiong, jefe de la Oficina de Asuntos Civiles de la provincia de Jiangxi, el 20 de junio de 1918 en Shanghái. Sai Jinhua adoptó el nombre de cortesía (hao) Weizhao Lingfei, el cual utilizó una combinación de su nombre familiar con el de su marido, para mostrar su devoción hacia él. El matrimonio se mudó a Pekín. La madre de Sai Jinhua murió en 1922. Wei Sijiong, el marido de Sai Jinhua, falleció poco después y su familia se negó a permitir que Sai Jinhua compartiera sus propiedades. La viuda empezó a fumar opio y vivió en soledad sus años restantes. Hundida en la pobreza, tuvo una única fuente de ingresos. Periodistas e historiadores que tenían curiosidad sobre su caso a veces le donaban dinero.
Sai Jinhua murió en 1936, sucumbiendo a una enfermedad con 62 o 63 años. Al momento de su muerte, Pekín experimentaba un invierno crudo. Un criado encontró su cuerpo a la mañana siguiente. Sai Jinhua fue enterrada en Pekín. Qi Baishi, un reconocido calígrafo, elaboró su lápida.

## Legado

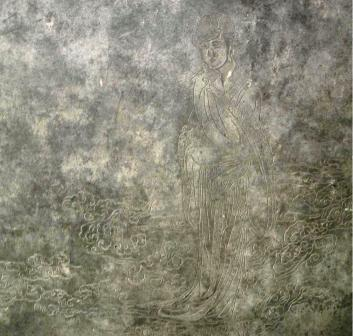
Retrato de Sai Jinhua grabado en su lápida.

La vida de Sai Jinhua ha sido adaptada en varias películas, obras de teatro, y series televisivas. Es retratada como una heroína de la nación china que salva al país sin ayuda durante una crisis o como una yaonie (妖孽; ; yao-nie), mujer con poderes anormales o un demonio femenino. Ying Hu, autor de Tales of Translation: Composing the New Woman in China, 1899-1918, indica que Sai Jinhua "es a menudo retratada en colores extremos" en la ficción.
Ying Hu escribió que los "retratos de Sai Jinhua en la primera década del siglo veinte tienden a ser ambivalentes, si no francamente censuradores." Hu Baoyu (胡寶玉) y Wu Jianren  en Fantianlu conglu (梵天廬叢錄"Anecdotes Collected from the Fantianlu Studio") se refieren a ella negativamente. El personaje Fu Caiyun en Niehai Hua está basado en Sai Jinhua. Ying Hu escribió que la representación de Sai Jinhua en ese trabajo es "resueltamente ambigua." En Nine-tailed Turtle el personaje principal Zhang Qiugu tiene un encuentro sexual con Sai Jinhua. A diferencia de otros retratos de Sai Jinhua en la ficción, en Nine-tailed Turtle es mostrada cuando su mejor momento ha pasado.
A partir de la década de 1930 las obras empiezan a tratar a Sai Jinhua de manera positiva. En 1933 Liu Bannong, un profesor de literatura china en la Universidad de Pekín, realizó una entrevista a Sai Jinhua, escribiendo La esposa de Zhuangyuan: Sai Jinhua, la cual afirmó era su historia verdadera. Wan Xianchu escribió que el drama teatral de Xia Yan Sai Jinhua "fue un trabajo particularmente influyente." En la página de título de la obra, Sai Jinhua escribió de su puño y letra "El país es el país de todos; salvar el país es un deber de todos". Jung Chang escribió que por entonces Sai Jinhua era "considerada por muchos como una heroína trágica."
La obra teatral La Belleza también trata sobre Sai Jinhua. En 2012 Liu Xiaoqing, una actriz prominente en la década de 1980, interpretó a Sai Jinhua en una representación de La Belleza. Chang Dai-chien, un celebrado pintor, grabó en piedra un retrato de Sai Jinhua.